# Jerzy Franczak
Jerzy Franczak (ur. 1978) – polski poeta, prozaik, eseista i literaturoznawca, dr hab. nauk humanistycznych, profesor Uniwersytetu Jagiellońskiego.

## Życiorys
Ukończył polonistykę na UJ, tutaj się doktoryzował pod kierunkiem prof. Ryszarda Nycza. Tytuł pracy doktorskiej: Poszukiwanie realności. Światopogląd polskiej prozy modernistycznej. Laureat nagrody naukowej tygodnika "Polityka" (2003), nagrody Prezesa Rady Ministrów za rozprawę doktorską (2008), nagrody Krakowska Książka Miesiąca za powieść Przymierzalnia (czerwiec 2009) i zbiór esejów Zemsta wyobraźni (czerwiec 2025), stypendium MNiSW dla wybitnych młodych naukowców (2011). W latach 1999–2006 redaktor naczelny kwartalnika literacko-artystycznego „Nowy Wiek”. W latach 2006–2010 prowadzący program „Czytelnia” na antenie TVP Kultura. W latach 2010–2018 redagował „Książki w Tygodniku” (dodatek do „Tygodnika Powszechnego”). Prowadził także warsztaty prozatorskie w Studium Literacko-Artystycznym UJ. Od 2007 pracuje w Katedrze Antropologii Literatury i Badań Kulturowych na Wydziale Polonistyki UJ. Wykłada na polonistyce, kulturoznawstwie i twórczym pisaniu. Był członkiem Stowarzyszenia Pisarzy Polskich do sierpnia 2020 roku.

## Twórczość
Debiutował jako poeta. Krytyka kojarzyła jego wiersze z surrealizmem i włączała je w nurt „ośmielonej wyobraźni”. „Czytanie Franczaka – pisał Karol Maliszewski – przypomina radość, jaką w młodości odczuwałem przy lekturze Reverdy’ego i jego kolegów. Ten powiew niezwykłości tkwiący w czymś zwyczajnym, w zasięgu ręki. Franczak to wyzwala. Ma ten dar”. Zwracano też uwagę na żywioł stylizacji: w tej poezji – pisała Anna Kałuża – „nie ma żadnego miejsca, które dawałoby szansę na myśl, że jest coś, co wyraźnie różni fikcję od realności, zmyślenie od prawdy, fantasmagoryczne obrazki od mimetycznych technik, a bluźniercze tony od wizyjno-modlitewnej retoryki”.
Małe formy prozatorskie, zebrane w tomach „Trzy historye” (2000) i „Szmermele” (2004) krytyka przywitała jako gry tekstowe, pastisze i parodie. „Gdyby Sławomir Mrożek debiutował w XXI wieku – notował Paweł Dunin-Wąsowicz – pisałby pewnie takie właśnie postmodernistyczne etiudy”. Darek Foks dodawał: „Z takim talentem do żonglowania kodami i nadawania im nowego życia w stale zaskakujących kombinacjach można rozleniwionego czytelnika doprowadzić do ciężkiej bezsenności”. W prasie kulturalnej Franczak publikował osobiste eseje skupione na tematach egzystencjalnych, zebrane następnie w tomach „Grawitacje” (2007) oraz „Kwiatki” (2010). Przedstawiane one bywały albo – jak pisała Justyna Sobolewska – jako „niby-dziennik przetykany esejem i zalążkami powieści”, albo – wedle słów Justyny Cembrowskiej – w kategoriach literackiej sylwy, w której na plan pierwszy wysuwają się „umowność formuły dziennika i konstrukcyjny, tekstowy charakter całości”. Zamykające ten nurt hybrydowe „Teraz opowiem wam wszystko” (2022) również wymyka się przyporządkowaniom. „Wolimy czytać te autonomiczne bloki – pisze Eliza Kącka – raczej jako esejoprozę lub quasi-dziennik z silną ambicją eseizowania. Blogopodobna forma przełamuje się tu bowiem z ostrą samoświadomością fikcjotwórcy, tworząc kształt autorski: trzeźwy, precyzyjny, a zarazem silny siłą autonomicznej wyobraźni”.
Debiutancka powieść Franczaka, „Przymierzalnia” (2008), została przyjęta jako „opowieść podróżnika-szaleńca”, a także „zeszyt wprawek: o środowisku krakowskich artystów rówieśników, przygodach z literaturą, poruszaniu się po świecie, alkoholowych upodleniach”. Krytyka zwracała uwagę na to, że utwór korzysta z form antypowieściowych, że nicuje wszelkie schematy, co ma wydźwięk anarchiczny bądź egzystencjalny. Literacka zabawa służy powtarzaniu wielkich pytań filozofii i „odnawianiu tematów tożsamości, syntezy, społecznych konwencji, tworzenia literatury”.
Kolejne powieści Franczaka – „Nieludzka komedia" (2009), "Da capo" (2010) i "NN" (2012) – postrzegane bywają jako trylogia, gdyż drugoplanowi bohaterowie jednego utworu wysuwają się na plan pierwszy i przejmują obowiązki narratora w kolejnym. „Nieludzka komedia” to – jak pisał Łukasz Grzesiczak – „manifest cynika, biblia bezrobotnego, dossier intelektualisty, rozprawa pisarza, proklamacja ironisty, odezwa ćpuna i alkoholika, program samozagłady”. Inna recenzentka pisała, że to „zabawna, prowokacyjna, nihilistyczna, intelektualnie wyrafinowana powieść o współczesnej zbrodni”. Tę groteskową historię, osnutą wokół okrutnego zabójstwa, krytycy kojarzyli tyleż z Dostojewskim, co z filmem „American Psycho”, dowodzili też, że przemyca ona wątki posthumanistyczne.
„Da capo” to opowieść o nijakim, pełnym codziennych upokorzeń życiu trzydziestoletniego pracownika agencji reklamowej. Krytyka mówiła, że Franczak „z życia nijakiego, kliszowego ułożył autoironiczną narrację”, że pod „polakierowaną na wysoki połysk powierzchnią” odkrył „buzujące stłumione emocje i popędy, lęki i frustracje”, że odsłonił „zwyczajne tragedie” współczesnego normalsa: swojego bohatera, jak twierdzi Anna Marchewka, „obraca w palcach, rozbiera do gołej skóry, podgląda w czasie przymusowych wygibasów, podnosi mu wieczko puszki mózgowej i śledzi kłębiące się tam strachy, uciskające, zmuszające do zachowań wstydliwych”. Konstrukcja „NN” wydaje się znacznie bardziej skomplikowana: bohaterowie-narratorzy spotykają się w dramatycznych okolicznościach i asystują przy śmierci anonimowego mężczyzny. „Podwójne N w tytule, zestawione ze znaczących podtytułów – Nikt, Nic, tautologicznie odsyła do pustki drążącej rzeczywistość prozy Franczaka” – podsumowuje Wojciech Rusinek.
Krytycy podkreślają bliskość nurtu tzw. prozy rodzinnej i rosnącą skłonność autora do społecznej diagnozy. „Jerzy Franczak to pisarz bynajmniej niekokieteryjny – twierdzi Dariusz Nowacki – fazę zabawy literackimi klocuszkami dawno ma za sobą. Od kilku lat zajmuje się tym, czym zwykli zajmować się poważni pisarze - obniża nam nastrój i morduje nasze złudzenia. Późniejsze książki prozatorskie potwierdzają te rozpoznania. Pisarz co prawda nie stroni od eksperymentu, czego dowodzą surrealne „Sainte-Fabeau” (2017) i kolażowe „Święto odległości” (2018), jednak celuje w realistycznym portretowaniu współczesnej rzeczywistości. „Eksplozja” (2022) to powieść, w której – jak twierdzi Paulina Małochleb – „Franczak rysuje zbiorowy portret polskiego społeczeństwa, w jego powikłaniu, chorobie i zablokowaniu. Autor przedłuża ich życie, każe narratorowi wchodzić głęboko, zaglądać pod powierzchnię i pod skórę”. Książka, będąca technicznie „ćwiczeniem z kompozycyjnego symultanizmu (wzmacnianym przez skojarzenia filmowe)”, jest zarazem „tematycznie – refleksją na temat przypadkowości i absurdu świata”. Wedle innych dochodzi tutaj do przemiany tragicznej sytuacji w coś zabawnego, komicznego, "niemalże w operę buffo”; zdaniem Marty Tomczok „zbliża to Eksplozję do prozy postmodernistycznej i prowadzi ścieżkami najlepszych tradycji postawangardowej prozy: przede wszystkim Italo Calvino, Raymonda Federmana czy Leopolda Buczkowskiego”.
Zbiór opowiadań „Osiem” (2023) przynosi prozę bardziej stonowaną; „mocą tej powieści jest ukazanie kryzysowych momentów w sposób powściągliwy, wręcz eufemistyczny”. Splecione ze sobą fabuły, układające się w całość wedle ukrytego wzoru, rozwijają znane z tej twórczości wątki. „Opisywanie i analizowanie ról, które odgrywamy przed sobą i innymi, to wielki temat prozy Jerzego Franczaka – pisze Dariusz Nowacki. – Wielki w tym sensie, że koronny, właściwy dla tego pisarstwa, bo zarazem zwyczajny, z życia wzięty, znany każdemu. Choćby z układów rodzinnych, praktyk towarzyskich. Autor Osiem ma smykałkę do tych spraw”.
Jako badacz Jerzy Franczak zajmuje się antropologią i filozofią literatury, historią literatury nowoczesnej oraz awangardą.  

## Publikacje książkowe
- Języki lodowca, Kraków 2000
- Trzy historye, (Korporacja HA!art, Kraków 2000)
- Rzecz o nierzeczywistości. Mdłości Jeana Paula Sartre’a i Ferdydurke Witolda Gombrowicza, TAiWPN Universitas, Kraków 2002
- Szmermele, Kraków 2004
- Król rdzy, Kraków 2006
- Grawitacje (Wydawnictwo Rita Baum, Wrocław 2007)
- Poszukiwanie realności. Światopogląd polskiej prozy modernistycznej (TAiWPN Universitas, Kraków 2007)
- Przymierzalnia (Korporacja HA!art, Kraków 2008)
- Nieludzka komedia (Wydawnictwo Literackie, Kraków 2009)
- Da capo (Wydawnictwo Literackie, Kraków 2010)
- Kwiatki (Wydawnictwo Lokator, Kraków 2011)
- NN (Korporacja HA!art, Kraków 2012)
- Sainte-Fabeau (Wydawnictwo Lokator, Kraków 2017)
- Błądzące słowa. Jacques Rancière i filozofia literatury (Instytut Badań Literackich, Warszawa 2017)
- Święto odległości (Wydawnictwo Forma, Szczecin 2018)
- Maszyna do myślenia. Studia o nowoczesnej literaturze i filozofii (TAiWPN Universitas, Kraków 2019)[28]
- Niepoczytalne (Wydawnictwo Libron, Kraków 2019)[29]

- Eksplozja (Państwowy Instytut Wydawniczy, Warszawa 2022)
- Teraz opowiem wam wszystko (Wydawnictwo Lokator, Kraków 2022)
- Osiem (Wydawnictwo Warstwy, Wrocław 2023)
- Zemsta wyobraźni (Państwowy Instytut Wydawniczy, Warszawa 2025)